# Посольство Аргентины в России
Посольство Аргентинской Республики в Российской Федерации (исп. Embajada de Argentina en Rusia) — официальная дипломатическая миссия Аргентины в России, расположена в Москве на Большой Ордынке. Дипломатические отношения между Россией и Аргентиной были установлены 22 октября 1885 года.
- Адрес посольства: 119017, Москва, Улица Большая Ордынка, 72
- Чрезвычайный и полномочный посол Аргентины в Российской Федерации — Энрике Игнасио Феррер Виейра.
- Индекс автомобильных дипломатических номеров: 021.

## Отделы посольства
- Бюро военного атташе
- Торгово-экономический отдел
- Консульский отдел

## Здание посольства
С послевоенного времени и вплоть до конца 1990-х годов посольство занимало бывший особняк О. А. Листа, построенный архитектором Л. Н. Кекушевым в 1898—1899 годах — первое по времени московское здание в стиле модерн.
Здание, которое занимает посольство в настоящее время, было построено в 1823—1824 годах в стиле ампир для купчихи Надежды Лобановой. С 1859 года домом владели купцы братья Алексей и Николай Пуговкины, изменившие стиль фасада здания на эклектический. С 1907 года владельцем стал купец Александр Егорьевич Кулешов. Дом хорошо сохранился, хотя частично были утрачены хозяйственные постройки, находившиеся на заднем дворе. Ранее здесь располагалось посольство Руандийской Республики. С 2007 года — посольство Аргентины.
Неподалёку от посольства находится сквер, которому в 2017 году присвоено название Сквер Аргентинской Республики.

## Послы Аргентины в России
| - Леопольдо Браво (1953—1956) - Эмилио Донато дель Карриль (1956—1958) - Энрике Эстебан Риварола (1959—1960) - Сесар Баррос Уртадо (1961—1964) - Алехандро Ластра Кранвелл (1964—1965) - Лусио Гарсиа дель Солар (1966—1968) - Хорхе Эмилио Антонио Касаль (1968—1969) - Хосе Мануэль Астикета (1969—1972) - Торкуато Альфредо Созио ди Телла (1973—1974) - Леопольдо Браво (1976—1981) - Эрнесто де ла Гуардиа (1981—1985) | - Федерико Сатурнино Браво (1985—1989) - Гастон де Прат Гай (1989—1992) - Хуан Карлос Олима (1992—1994) - Арнольдо Мануэль Листре (1994—1999) - Хуан Карлос Санчес Арнау (2000—2004) - Леопольдо Альфредо Браво (2006—2010) - Хуан Карлос Креклер (2011—2014) - Пабло Ансельмо Теттаманти (2014—2017) - Рикардо Эрнесто Лагорио (2017—2020) - Эдуардо Антонио Зуайн (2021—2024) - Энрике Игнасио Феррер Виейра (2024—н. в.) |